# Ніспоренський район
Ніспоренський район або Ніспорень (рум. Nisporeni) — район у центрально-західній Молдові. Адміністративний центр — Ніспорени.
Західною межею району є кордон з Румунією. Межує з Унгенським районом на півночі та північному заході, з Калараським — на північному сході, на сході — з Страшенським районом і з Гинчештським районом на південному сході та півдні.

## Історія
Вперше про монастир Варзересті згадується 25 квітня 1420 року. Найдавніші місця в окрузі (Белерешть, Чиутешті, Селіште, Ніспорені та Варзерести) вперше згадуються в 1420—1425 роках. 15—18 вв.(століття) ознаменувалися економічним (торгівля і сільське господарство) і культурним (будівництво монастирів і церков) розвитком, зростанням населення. Місто Ніспорень вперше згадується Гаспаром Граціані у його книзі від 4 січня 1618 року. Згідно з Граціані, у той час Ніспореньами правив Фаріма Миколай II, нащадок династії Фаріма та двоюрідний брат Михайла Хороброго. Миколай II є одним із національних героїв Молдови. Місцеве населення займалося переважно землеробством (виноград та інші фрукти) та полюванням. У 1812 році після російсько-турецької війни (1806—1812) Російська імперія окупувала Бессарабію; протягом 1812—1917 рр. відбувалася інтенсивна русифікація корінного населення. У 1918 році після розпаду Російської імперії Бессарабія об'єдналася з Румунією; в цей період (1918—1940, 1941—1944) Ніспоренський район входив до Кишинівського повіту. Після договору Молотова-Ріббентропа 1940 року Бессарабія була окупована СРСР. У 1991 році в результаті незалежності Молдови Ніспоренський район увійшов до складу Унгенського повіту (1991—2003); у 2003 р. виділено в окрему адміністративну одиницю.

## Населення
Національний склад населення згідно з Переписом населення Молдови 2004  та 2014 років.
| етнічна група     | 2004           | 2004      | 2014           | 2014      |
| етнічна група     | кількість осіб | Частка, % | кількість осіб | Частка, % |
| ----------------- | -------------- | --------- | -------------- | --------- |
| молдовани/румуни  | 63 103         | 97,20     | 51 535         | 96,95     |
| цигани            | 1 147          | 1,77      | 442            | 0,83      |
| росіяни           | 339            | 0,52      | 173            | 0,33      |
| українці          | 223            | 0,34      | 106            | 0,20      |
| болгари           | 28             | 0,04      | 22             | 0,04      |
| ґаґаузи           | 17             | 0,03      | 9              | 0,02      |
| поляки            | 4              | 0,01      | ...            | ...       |
| євреї             | 1              | 0,00      | ...            | ...       |
| інші / не вказали | 62             | 0,10      | 867            | 1,63      |
| Всього            | 64 924         | 100       | 53 154         | 100       |

Повсякденна мова мешканців району (2014):
| Мови                 | кількість осіб | Частка, % |
| -------------------- | -------------- | --------- |
| молдовська/румунська | 50 352         | 94,73     |
| російська            | 421            | 0,79      |
| інші                 | 95             | 0,18      |
| не вказали           | 2 286          | 4,30      |
| всього               | 53 154         | 100       |